# Le Passager (roman, 2022)
Pour les articles homonymes, voir Le Passager.
Le Passager (titre original anglais : The Passenger) est un roman de fiction historique de Cormac McCarthy publié en 2022 aux États-Unis chez l'éditeur New Yorkais Alfred A. Knopf. Il a été publié en France en 2023 par les éditions de l'Olivier traduit de l'anglais par Serge Chauvin.

## Résumé
Au départ, peut-être, un homme, Western, physicien, qui travaille au laboratoire national d'Oak Ridge (Tennessee) avec Robert Oppenheimer (1904-1967).
Après s'être rendu à Hiroshima ou Nagasaki, il éprouve quelque culpabilité d'avoir œuvré au Projet Manhattan (1942-1946).
De ce traumatisme (visuel et olfactif) (fantômes et lémuriens) viennent divers troubles individuels, puis familiaux. 
Ses deux enfants, élevés à Wartburg (Tennessee) et Oak Ridge (Tennessee), sont surdoués en mathématiques.
L'aîné, Robert, rejoint le California Institute of Technology (CalTech, Pasadena), mais volontairement en physique quantique.
Il y fait inscrire en mathématiques sa sœur, Alicia, à douze ans, en doctorat, et elle travaille auprès de Alexandre Grothendieck (1928-2014), dans le domaine d'espace topologique.
Il abandonne CalTech, devient au Vietnam mitrailleur de porte sur hélicoptère de combat au Vietnam, de quoi se charger de scènes de guerre.
Après la mort des deux parents irradiés, la maison de famille est expropriée au profit de la Tennessee Valley Authority, avant d'être noyée dans un lac de barrage. Au dernier moment, en secret, Robert obéit aux prescriptions de la grand-mère (Mamy Ellen) et, au détecteur à métaux et au marteau-piqueur, récupère un trésor de pièces de 20 dollars Saint-Gaudens double eagle, qu'il écoule lors d'une traversée du pays, avant de remettre à sa sœur, pour son seizième anniversaire, une voiture Dodge et sa part, soit 500 000 dollars, qu'elle dépense en grande partie pour acheter un violon Amati. 
Puis, en 1969, il devient en Europe pilote de course automobile (Formule 2), jusqu'à un accident de course : bref coma, « une plaque de métal dans le crâne, une tige de métal dans la jambe ». 
La sœur, Alicia, souffre d'hallucinations, pour la première fois, à ses premières règles. Elle est visitée par "Le Kid", sorte de nain monstrueux ("Thalidomide Kid"), accompagné des « chiens de l'enfer » (son engeance ombreuse). Leur visitation régulière la perturbe au point qu'elle est internée volontaire à l'institution "Stella Maris" (Wisconsin), en hommage à Rosemary Kennedy. Le texte du roman Stella maris se présente comme la transcription des enregistrements de ses entretiens avec son dernier psychiatre. Après ses années Grothendieck, elle revient à Knoxville (Tennessee) terminer ses années de lycée. Puis ses hallucinations l'amènent à se suicider.
Dix ans plus tard, Robert se recycle en plongeur professionnel de récupération, spécialisé dans le sauvetage en mer, pour des missions d'oxycoupage en scaphandre.
Lors d'une opération, du côté de La Nouvelle-Orléans,  sur un petit avion intact à quinze mètres de profondeur, le duo d'intervenants découpe au chalumeau le verrouillage de la porte, pénètre, constate la mort des sept passagers et des deux hommes d'équipage, et remonte. Au retour, deux cadres d'une compagnie lui signifient qu'il manque un passager, en plus de la mallette de vol et de la boîte noire, qu’on recherche. Tout se serait passé comme si quelqu'un ou quelque chose était intervenu avant leur arrivée dans l'avion.